# Unserer-Lieben-Frau-von-der-immerwährenden-Hilfe-Kapelle

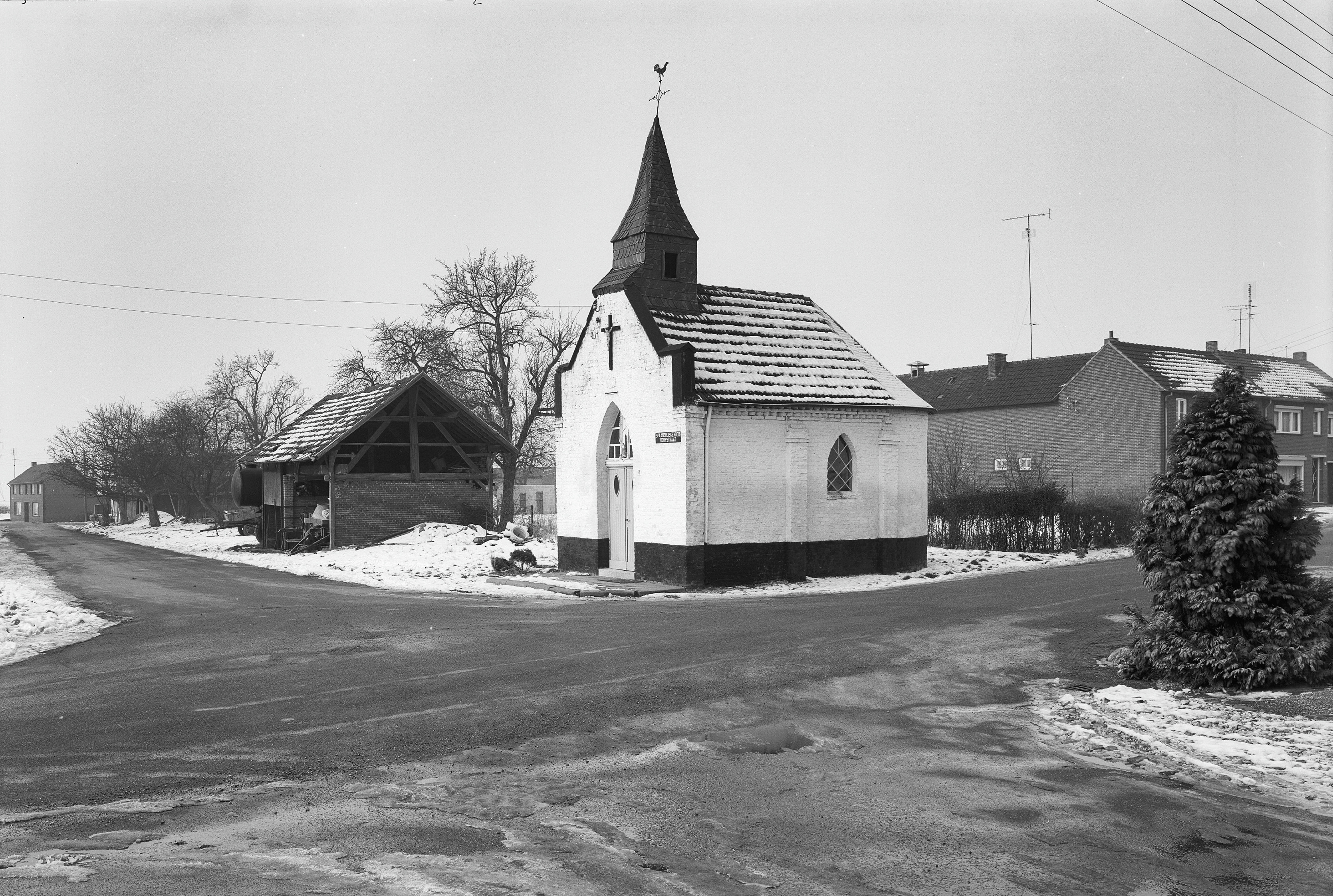
Ansicht Februar 1976
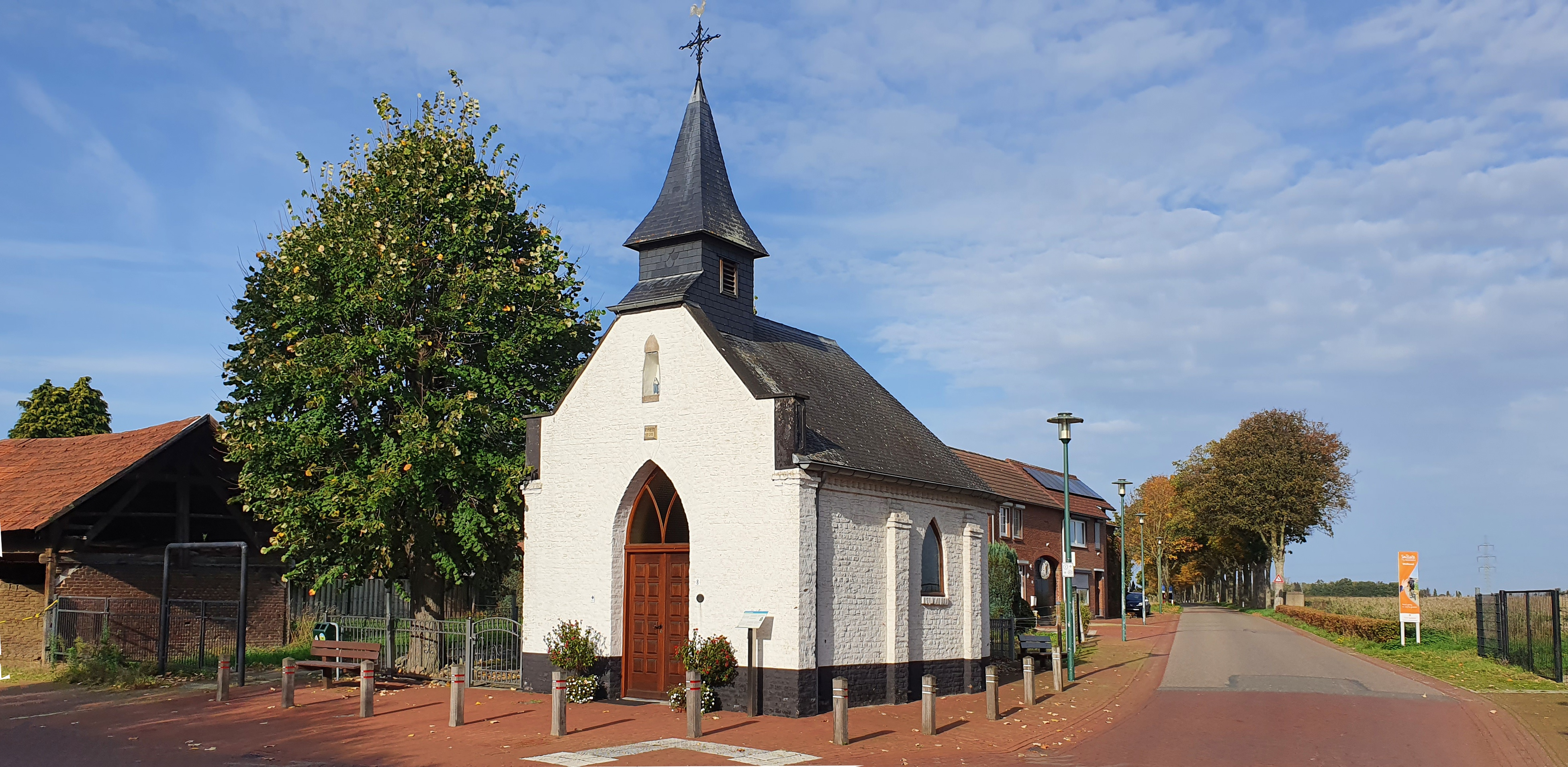
Oktober 2022

Die Unserer-Lieben-Frau-von-der-immerwährenden-Hilfe-Kapelle (niederländisch  Onze-Lieve-Vrouw-van-Altijddurende-Bijstandkapel) ist eine römisch-katholische Kapelle im Ortsteil Spaanshuisken des Dorfes Koningsbosch in der Gemeinde Echt-Susteren in der niederländischen Provinz Limburg. Sie ist nach dem Marientitel Mutter von der immerwährenden Hilfe benannt. Seit dem 17. Oktober 1972 ist die Kapelle unter der Nummer 14261 als Rijksmonument in das Register als „geschütztes Denkmal im Sinne des Denkmalgesetzes“ aufgenommen.
Im Jahr 2001 wurde die Kapelle erneut restauriert. Sowohl Innen, als auch Außen. Am Sonntag, dem 28. Oktober 2001, wurde die restaurierte Kapelle im Rahmen eines Gottesdienstes von Pfarrer Jos Linssen neu eingeweiht.

## Geschichte

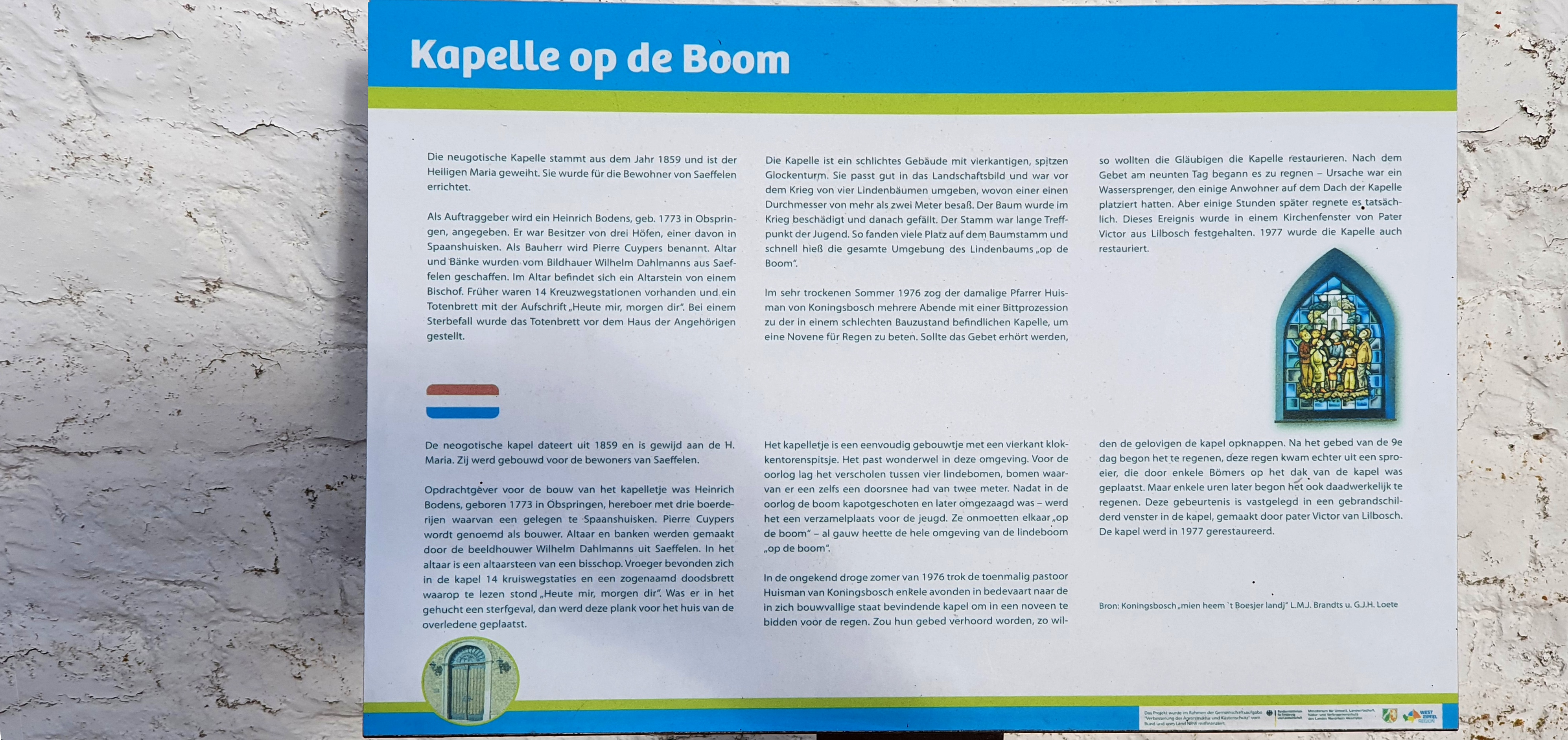
Hinweistafel vor der Kapelle
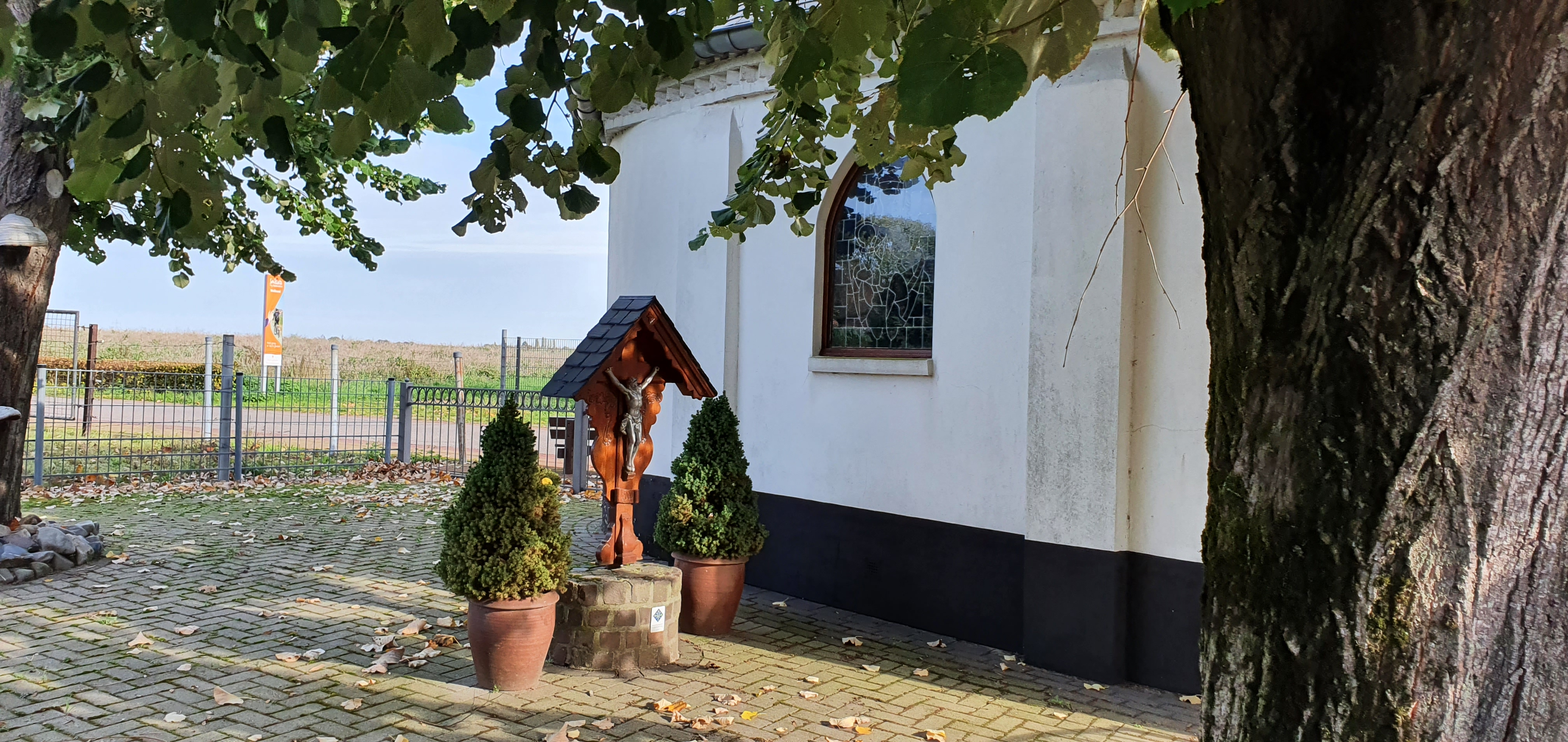
Platz neben der Kapelle mit Kreuz

1859 wurde die Kapelle von Bürgerinnen und Bürgern aus Saeffelen, einer ländlichen Ortschaft in der Gemeinde Selfkant, der westlichsten Gemeinde Deutschlands im Kreis Heinsberg in Nordrhein-Westfalen erbaut.
Auftraggeber für den Bau der Kapelle war der reiche Landwirt Heinrich Bodens, der 1773 geboren ist. Er hatte drei Höfe, von denen einer am Spaanshuisken lag. Architekt der Kapelle war Pierre Cuypers. In den Jahren 1976/1977 wurde das Bauwerk restauriert.

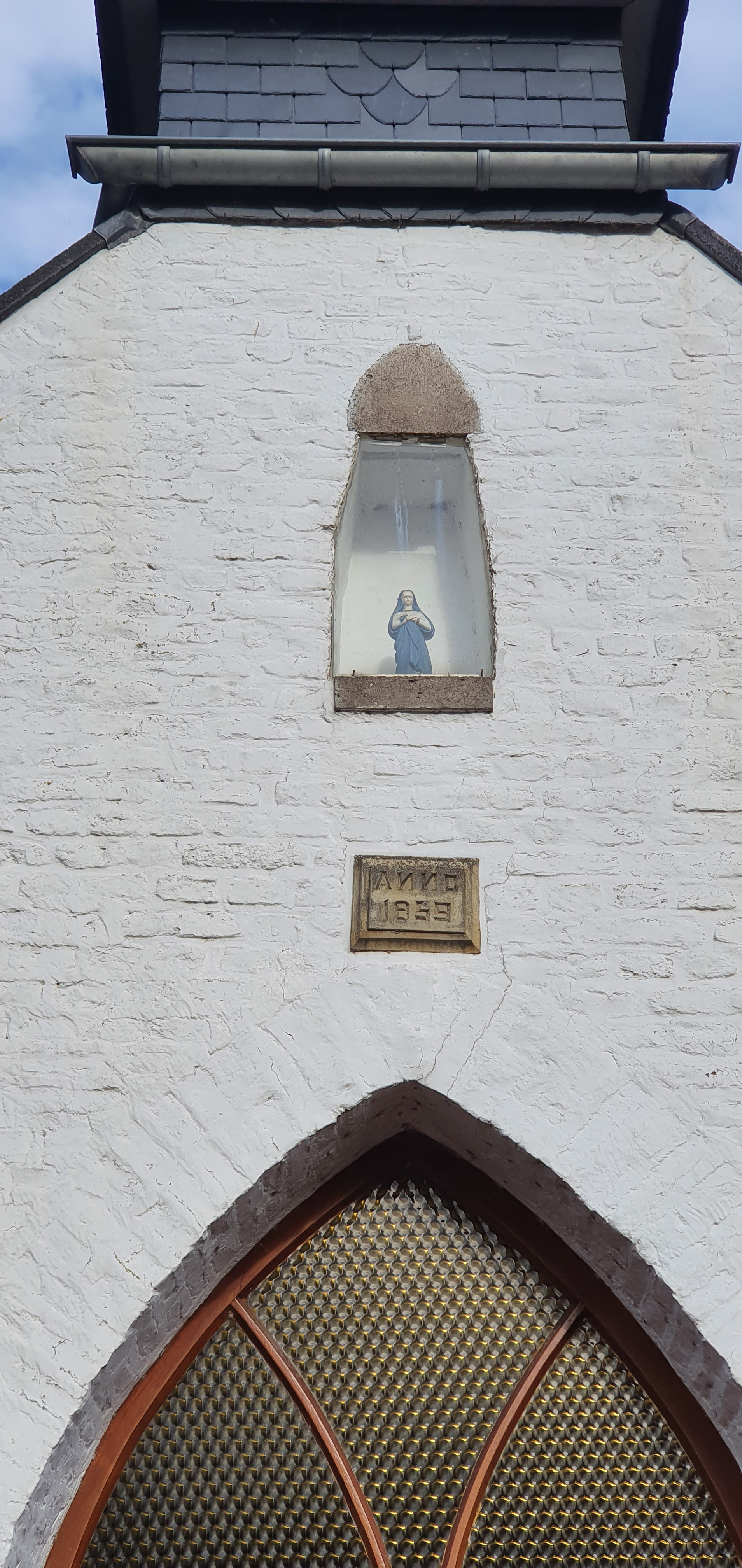
Nische mit Marienfigur

## Beschreibung
Die Kapelle ist im neugotischen Stil errichtet. Sie ist aus Ziegelsteinen gemauert, weiß gestrichen und hat einen schwarz gestrichenen Sockel.
Die Tür hat einen Spitzbogen und über ihr ist ein Stein mit der Jahreszahl 1859 eingemauert. In einer Nische über der Tür steht eine Muttergottesfigur. Früher hing an dieser Stelle ein Holzkreuz.
Innen ist die Kapelle weiß gestrichen. Vorn im Chor steht ein Altar aus der Zeit der Erbauung der Kapelle. Bildhauer war Wilhelm Dahlmanns aus Saeffelen.
Das schiefergedeckte Satteldach trägt einen quadratischen Turm auf der Seite des Einganges. Dieser Dachreiter hat ein Kreuz und darauf einen Wetterhahn.
Neben der Kapelle auf einem eingezäunten Platz steht ein Holzkreuz mit einem gusseisernen Korpus.
Vor dem Zweiten Weltkrieg standen um die Kapelle vier Linden. Einer der Bäume wurde im Krieg stark beschädigt und musste gefällt werden. Der Stamm lag noch lange neben der Kapelle und wurde Treffpunkt junger Menschen. Deshalb heißt die Kapelle auch Kapelle op de Boom.

## Buntglasfenster
Die Kapelle hat zwei Fenster mit Spitzbogen, auf jeder Seite eines.
Beide Buntglasfenster wurden von Pater Victor von der Trappistenabtei Lilbosch gestaltet und kamen mit der Restaurierung 1976/1977 in die Kapelle. Pater Victor heißt eigentlich Bram van Mil. Er wurde am 6. Februar 1910 in Lith in der Provinz Noord-Brabant geboren und starb am 19. Mai 1987 in Sittard.
Eines der beiden Fenster zeigt Maria mit dem Jesuskind. Das andere Fenster zeigt ein Ereignis aus dem Jahr 1976. Der Sommer in diesem Jahr war europaweit durch Dürre und Hitze geprägt. Der damalige Pfarrer Hulsman aus Koningsbosch, einem Ortsteil der Gemeinde Echt-Susteren, organisierte eine Novene lang jeden Abend eine Bittprozession zu der Kapelle, die sich in einem schlechten Bauzustand befand, um für Regen zu beten. Sollten die Gebete erhört werden, so versprach die Gemeinde die Restaurierung der Kapelle. Nach der Prozession am neunten Tag begann es zu regnen, aber Grund für das Wasser von oben war ein Wassersprenger, den Anwohner auf dem Dach angebracht hatten. Doch tatsächlich fing es einige Stunden später wirklich an zu regnen, und die Gemeinde erfüllte das Versprechen.